# Antoni Alemany Cladera
Antoni Alemany Cladera (Binissalem, 20 de maig de 1947 - Inca (Mallorca), 21 de febrer de 2020) fou un polític mallorquí.
Era enginyer tècnic. S'afilià al PSOE el 1996, partit on ha ocupat diversos càrrecs. Fou batle d'Alcúdia durant vuit anys entre els anys 1987 i 2003, càrrec que compartí amb el de Secretari General de l'Agrupació Socialista d'Alcúdia. També fou Secretari d'Acció Electoral del PSIB-PSOE (1997-2000). L'any 2004 va ser nomenat president de la Federació Socialista de Mallorca, i fou reelegit durant el Congrés Insular del 2008.
Va ser coordinador d'àrea de Benestar Social del Consell Insular de Mallorca entre 1995 i 1999, conseller de Mallorca durant la legislatura de 2003 a 2007 i també va ser diputat del Parlament de les Iles Balears entre 2006 i 2007.
Des del 7 de juliol de 2007 al 27 de juny de 2011 fou el vicepresident del CIM i Conseller del Departament d'Hisenda, Obres Públiques i Innovació del Consell Insular de Mallorca.
Durant els anys 70 va ser president de l'Obra Cultural Balear d'Alcúdia.